# レコード

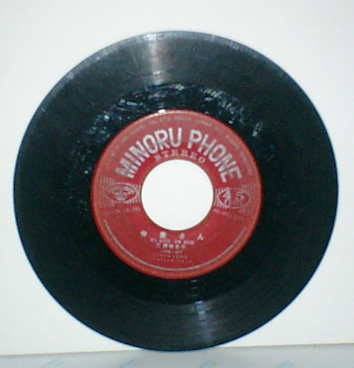
シングルレコード盤（ドーナツ盤ともいわれる）。

レコード（record, vinyl record（ビニールレコード）。英語版ではPhonograph record（フォノグラフレコード））は、音声記録を意味し、主に樹脂などでできた円盤（最初期には円筒状の蝋管レコードを含む）に音楽や音声などの「振動」を刻み込み記録したメディアの一種を示すことが多い。
記録された音を音として聴ける状態にすることを「再生」という。まず、1.記録された「音の振動の振幅」を取り出すことで「音」が復元できる。しかし、狭い場所にコンパクトに記録された振動の変化量はわずかの変化量なので、2.人間にあった音量まで振幅量を大きくする「増幅」をおこなうことが初期の段階から必要であった。
後者の方法の歴史的発展段階で区分し、「針で読み取った振幅の情報」を、機械的に増幅する蓄音機の時代、と、電気信号に変えて増幅するレコードプレーヤーの時代に大まかに分類することができる。

## 呼称
語源は「記録」という意味の英語"record"である。「記録」の意味と混同されないためや、コンパクトディスクなどデジタルメディアと区別するため「アナログレコード」「アナログディスク（AD）」とも呼ばれる。
日本では、1908年（明治41年）、天賞堂が平円盤の呼称をレコードと改称して定着した。そのほか音を記録した円盤であるため「音盤」と呼ばれることもある。
このほかにも後述する規格（SP、LP、EP）、回転数（78回転、45回転、33回転、16回転）、盤のサイズ（7インチ、10インチ、12インチ）などで呼ばれることもある。1950年代以降は塩化ビニールが主な材料となったため、シェラック、バイナル（ヴァイナル、ビニールの英語的発音）と材料で呼ぶこともあるが、ボイジャーに搭載されたレコード（銅製）のように、ビニール製以外のレコードも存在する。
一般的にレコードは音楽用記録メディア全体を示す言葉としても使われる。俗称ではそれを示す代名詞として、アナログレコードを取り扱っていない販売店でも「レコード店」と呼ぶことがある。また日本の著作権法上は、第2条第5号で「蓄音機用音盤、録音テープその他の物に音を固定したもの（音をもっぱら映像とともに再生することを目的とするものを除く。）」としている。

## 歴史
世界初のレコード（音声記録）システムは、1857年、フランスのレオン・スコットが発明した「フォノトグラフ」である。スコットは、振動板に豚の毛をつけ煤を塗り、音声を紙の上に記録させた。再生装置がなかったため、フォノトグラフは実用にはつながらなかったが、1876年、グレアム・ベルが電話機を発明したことにより再生の目処がつき、複数の研究者が再生可能なレコードの発明に取り掛かった。

### 初期のレコード
世界で初めて実際に稼動した、再生可能なレコードは、エジソンが 1877年12月6日（のちの「音の日」）に発明した「フォノグラフ」である。直径8 cmの、錫箔を貼った真鍮の円筒に針で音溝を記録するという、基本原理は後のレコードと同じものである。フォノグラフは、日本では蘇言機、蓄音機と訳された。ただしこの当時はまだ、音楽用途はほとんど想定されておらず、エジソンも盲人を補助するための機器として考案している。
これに対し 1887年には、エミール・ベルリナーが「グラモフォン」を発明した。最大の特徴は水平なターンテーブルに載せて再生する円盤式であることで、発端はエジソンの円筒式レコード特許の回避のためだったが、結果として、円筒式より収納しやすく、原盤を用いた複製も容易になった。中央の部分にレーベルを貼付できることも、円筒式にない特長だった。CDやDVDやBDにつながる円盤型メディアの歴史は、このとき始まったと言える。さらにベルリナーは、記録面に対し針が振動する向きを、従来の垂直から水平に変更した。これにより音溝の深さが一定になり、音質が向上した。
エジソンもこれに対抗し、円筒の素材を蝋でコーティングした蝋管に変更し音質を向上させた。蝋が固まるときに収縮することを利用した、鋳造による複製方法も発明したが、量産性は円盤式には及ばなかった。
当初、アメリカではエジソンが、ヨーロッパではベルリナーが市場を支配した。円盤式は円周から中心に向かって半径が小さくなっていくので、音の情報は円周近くでは長い弧にわたってゆったりと記録されるが、中心近くでは短い弧の中にぎっしりと記録されることになり、音の質が円周近くと中心近くで変化する欠点を持ったものの、円盤式は同一音源の大量複製生産に適していたうえ、両面レコードの発明などもあり、最終的にベルリナーの円盤式レコードが市場を制した。なお、円筒式の記録媒体は音楽レコードとしては姿を消したがテープレコーダーの実用化まで簡易録音機、再生機としては使われ続け、後に、初期のコンピュータの補助記憶装置（磁気ドラム。ハードディスクドライブの先祖に当たる）に使われたことがある。

### 円盤式レコードの発達
初期の円盤式レコードは回転数が製品により多少異なったが（さらに再生する側の蓄音機も初期はぜんまい駆動が大勢を占めていたため、ターンテーブル回転速度の均質化が容易でなかった）、定速回転できる電気式蓄音機の発明により、後にSPレコード（SPは、Standard PlayingまたはStandard Playの略）と呼ばれる78回転盤（毎分78回転）がデファクトスタンダードとなった。
また、初期の円盤式レコードは、ゴムやエボナイトなどが原料といわれているが、やがてカーボンや酸化アルミニウム、硫酸バリウムなどの粉末をシェラック（カイガラムシの分泌する天然樹脂）で固めた混合物がレコードの主原料となり、シェラック盤と呼ばれた。しかしこの混合物はもろい材質で、そのためSPレコードは摩耗しやすく割れやすかった。落とすと瓦のように割れやすいことから、俗に「瓦盤」と呼ばれたほどである。
併用する再生装置のサウンドボックスの重量も相当あり、レコードを摩滅より守るため針の交換に重点が置かれ、レコード一面再生のたびに鋼鉄針を交換する必要があった。音量はサウンドボックスのサイズ、および針のサイズで調節され、大音量確保には盤の摩耗が避けられなかった。レコード盤の磨滅防止と針の経済性を配慮し、鉄針以外の材質を針に使用する実用例も生じた。柱サボテンのトゲを加工した「ソーン針」（thorn needle）が欧米などで流通し、日本では材質の軟らかい竹を使った「竹針」が広く用いられた（この種の植物性針は、いずれも蓄音機メーカーが供給していた）。植物性の針は絶対的な音量が鋼鉄針に劣るが、刃物で先端を削って尖らせることである程度再利用でき、レコード盤も傷めにくく、繊細な音質が珍重されもした。
これらの蓄音機の問題は、1920年代以降、電気式ピックアップと増幅機構を備えた電気式蓄音機の実用化である程度改善されたものの、第二次世界大戦後におけるピックアップ部分の大幅進歩までは引き続き蓄音機のハンデキャップだった。
また、収録時間が直径10インチ（25 cm）で3分、12インチ（30 cm）で5分と、サイズの割には短かったために、作品の規模の大きいクラシック音楽などでは、1曲でも多くの枚数が必要となり、レコード再生の途中で幾度となくレコードを取り替えねばならなかった。
特にオペラなどの全曲集では、数十枚組にもなるものまであり、大きな組み物はほとんどの場合ハードカバーで分厚い写真アルバム状のケースに収納され販売していた。今でも3曲以上収録されたディスクやデジタル媒体のことを「アルバム」と呼ぶことがあるのはこれに由来している（普通は1枚の表裏で2曲まで）。また、SPレコードはすべての盤がモノラルであった。
また、ポピュラー曲に関しては、面ごとに違う演奏家によるレコードを複数枚集めたアルバムが作られる場合もあり、これを乗合馬車（ラテン語でomnibus）に見立てて、「オムニバス」と呼ぶようになった。現在「コンピレーション・アルバム」と言われるものがかつては「オムニバス・アルバム」と言われたのはこれが由来である。
長時間再生策として、放送録音用としては通常より径の大きなディスクが用いられることもあったが、これは大きすぎて扱いにくく、業務用としての使用に留まった。また溝を細く詰めることや回転数を落とすことで録音時間を伸ばす試みもあったが、シェラックの荒い粒子状素材のレコード盤材質でそのような特殊措置を採ると、再生による針の摩滅劣化や音溝破損が起きやすいために実用的ではなかった。高忠実度再生には荒い粒子の集合体であるSPレコードは不向きで、長時間の高忠実度記録再生は材質に塩化ビニールを用いるLPレコードが実用化されるまで待たなければならなかった。
第二次世界大戦時の日本において金属供出による代用陶器にレコード針も含まれており、陶磁器製のレコード針も流通した。
この間、音質面の改善として、1925年より始まる機械式録音から電気式録音への移行がある。これによって、ラジオ放送開始のあおりで急速に低下していた売上が持ち直すことができた。また、大編成オーケストラの録音なども容易になった。

### ビニール盤（バイナル）の出現
その後の化学技術の進歩により、ポリ塩化ビニールを用いることによって細密な記録が可能となり、従来の鉄針からダイヤモンドやサファイアの宝石製の（いわゆる）永久針を使用すると共に、カートリッジの軽量化などの進歩により長時間再生・音質向上が実現された。ポリ塩化ビニールで作られたディスクはシェラックなどに比べ弾性があり、割れにくく丈夫で、しかも薄く軽くなり、格段に扱いやすくなった。
これらがLPレコードやEPレコードで、第二次世界大戦後の1940年代後半に実用化、急速に普及し、1950年代後半までに市場の主流となった。これらを総称して、ビニール盤、バイナルなどと呼ぶ。

#### LPレコードの発売
ハンガリーからアメリカ合衆国に帰化した技術者ピーター・ゴールドマーク（Peter Goldmark, 1906–1977）を中心とするCBS研究所のチームが1941年から開発に着手、第二次大戦中の中断を経て1947年に実用化に成功。市販レコードは1948年6月21日にコロムビア社から最初に発売された。直径12インチ（30 cm）で収録時間30分。それ以前のレコード同等のサイズで格段に長時間再生できるので、LP（long play）と呼ばれ、在来レコードより音溝（グルーヴ）が細いことから、マイクログルーヴ（microgroove）とも呼ばれた。また、回転数から33回転盤とも呼ばれる（実際には3分100回転、1分33 1/3回転）。これ以降、従来のシェラック製78回転盤は（主に日本で）SP（standard play）と呼ばれるようになった。

#### シングル・レコードの発売
米RCAビクター社（現：米ソニー・ミュージックエンタテインメント社）が1949年に発売した。直径17 cmで収録時間は溝の加工によって違うが、5分から8分程度。回転数から「45回転盤」とも呼ばれる。ジュークボックスのオートチェンジャー機能で1曲ずつ連続演奏する用途が想定された。オートチェンジャー対応を容易とするために保持部となる中心穴の径が大きく、ドーナツを想起させるため、「ドーナツ盤」とも呼ばれる。日本ではシングル盤とも呼ばれた。当時アメリカではRCAビクター製の45回転専用プレーヤーが流通した。のち、同サイズで33回転のものも登場。こちらは中心部の穴が通常サイズだったため、ドーナツ盤とは呼ばれない。

#### LPとシングル盤の共存
SP盤と比較した場合、LP盤はディスクをかけ替える手間なしに長時間再生が可能でクラシック音楽の全曲収録や短い曲の多数収録が可能、シングル盤はSP盤並みの収録力（片面あたりポピュラー音楽1曲程度）のままでディスク小型化・オートチェンジャー適合化を実現している。
LPとシングル盤は初期の一時こそ競合関係にあったが、上記の性格の相違から市場での棲み分けが容易で、基礎技術自体はほとんど同一のためレコード針も共用できたことから、ほどなく双方の陣営が相手方の規格も発売し、双方がスタンダードとなるという形で決着がついた。この際、ビクターで多くのクラシック音楽レコードを録音していた当時の世界的著名指揮者のアルトゥーロ・トスカニーニが、曲を分割せずにすむLPを強く推したことが影響したといわれる。音響機器メーカーからは33回転と45回転（と78回転）の切り替え可能なターンテーブルも発売され、バイナル盤への規格移行が促された。
LPレコードの実用化では、第二次世界大戦中にドイツで実用化され、戦後のLPレコード開発時期と同じくして民生用に用いられ始めたテープレコーダーの普及が一役買った。テープレコーダーは長時間録音を容易としたうえ、それ以前の録音用レコード盤に比べても高音質での録音が可能であり、マスター音源としての総合性能が優秀であったためである。特に長時間の曲が多いクラシック音楽などでミスなく長時間の演奏を行うことは難しく、リテイクと編集を可能にするテープレコーダーが役立てられた。
逆に、LPレコードとテープレコーダーがSPレコード時代の1曲5分未満という制約を取り払い、時に1曲10分を超えるような長時間即興演奏を連続収録したアルバム形式の商業レコード発売を可能としたことで、結果的に音楽ジャンル自体の発展をも促したモダン・ジャズのような事例もある（1954年2月に録音され、同年発売されたアート・ブレイキーの『バードランドの夜 Vol.1』は、長時間の即興演奏をLP盤に収録し、1950年代中期以降の新世代モダン・ジャズであるハード・バップの先駆となった。これにはテープレコーダーの小型化に伴うライブ録音の容易化も大いに寄与した）。
レコード原盤を切り込む装置をカッティングマシンまたはカッティングレースと呼ぶが、溝を切る際マスターテープの再生ヘッドの前にモニタヘッドを取り付けることにより、音量に合わせて予めカッターの送り速度を調整すること（可変ピッチカッティング、variable groove）が可能になり、後年はコンピュータ化されてさらに細かいカッターヘッド送りが可能になり、ダイナミックレンジ（録音出来る音の大小の差）の確保と録音時間を両立できるようになった。

### メディア媒体としての衰退・転化
45回転盤やLPレコードは、音質や収録時間では大きな進歩を遂げたものの、通常レコード針の機械的な接触によって再生される基本原理はSPレコードと変わらなかった。この方式は盤面上の埃やキズ、周りの振動に影響されやすく、メディア個体の再生回数が多くなると、音溝の磨耗により高域が減衰していく問題があった。また45/45方式のチャネルセパレーション（左右の音の分離）にも限界があった。
1980年代に入ってからは、扱いやすく消耗しにくいコンパクトディスク（CD）の開発・普及により、一般向け市場ではメディア、ソフト、ハードとも著しく衰退。一方で、在来システムの所有者やオリジナル盤への愛着などでアナログレコードを好む層も一定数存在し、アーティスト側もCDと並行してレコード盤を出すこともあった。
1988年にDIMEが紙面企画としてレコード会社（東芝EMI、ヴァージン・ジャパン、ポニーキャニオン）にレコードの今後について質問状を送ったが、各社とも衰退やマニア向けになると回答している。
1970年代以降は「磨耗したレコードを通常の再生とは違った形でターンテーブルに載せ、手動で回転させる」という表現技法が現れ、そこから発達する形でクラブの ディスクジョッキー （DJ）が演奏に用いるようになる。2000年代に入るとCDでDJプレイが可能になる機器も普及したが、直感的な操作性とレンジの広い音質、特有のスクラッチノイズ、そしてレコードという媒体そのものへの愛着などから根強い人気があり、DJプレイ用に発売されるシングルの主流を占めていた（12インチシングル）。これはアナログレコード再生用ターンテーブルおよびカートリッジへの一定の需要を生み出していた。
上記のように主流のメディアでは無くなったが、ニッチ市場を形成したため細々と生産が続けられていた。

### レコードの復活
2000年代後半に入ると音楽はデジタル配信（ストリーミング）が主流となり、CDの売り上げは落ち始めた。一方アメリカのインディーズミュージシャンたちがアナログレコードで新譜をリリースするなどの動きが広がり、アメリカのレコードの売り上げは2005年の100万枚で底を打ち、2013年には610万枚にまで増えた。また、若者の間にレコードが格好良いというイメージが広がった結果、世界のアナログレコードの売り上げは2006年の3400万ドルで底を打ち、2013年には2億1800万ドルにまで跳ね上がった。
日本でも、1989年にアナログレコードの生産から撤退したソニーが2017年に再参入するなど（生産はソニーグループのプレス部門であるソニーDADCジャパン（現：ソニー・ミュージックソリューションズ）が担当、2010年代に入ってもはやインディーズのレベルではなく大手が参入する商業的なレベルまで市場が拡大している。2021年9月には、タワーレコードがアナログレコードの専門店を新規に出店している。
ソニー・ミュージックエンタテインメントは、2018年3月21日、29年ぶりに自社生産したレコードを販売すると発表した。2017年の日本国内におけるアナログレコードの生産枚数は106万枚、販売金額は19億円となり、2001年以来16年ぶりとなる100万枚超えを果たした。2020年には、生産額が2010年との比較で12倍となる21億1700万円となった。国内での生産力が限られている中で需要が増大したことで、生産が追いつかない状況となっている。
アメリカでは1986年以来、CDの売り上げがレコードを上回る状態が続いていたが、2020年上半期のアメリカにおけるレコードの売り上げが2億3210万ドル（約246億円）だったのに対し、CDの売り上げは1億2990万ドル（約137億円）となり、30年以上ぶりにレコードの売り上げがCDを上回った。なお同時期のストリーミングの売り上げは48億ドル（約5094億円）であった。
保存状態の良い中古レコードの取引も活発であり、特に日本で保管されていたものは全体的に質が高いことから、中古買い取りに参入する企業も現れている。

## レコードの生産
レコードは原材料のビニライト板を音溝が刻まれた金型（スタンパ）の間に入れ、熱と圧力を加えてプレスすることで作られる。プレス装置と型さえ数をそろえれば量産が容易である。このプレス型はスタンパと呼ばれ、オリジナルの原版（原盤）から以下の工程を経て複製されたものである。
1. 音を、アルミニウム板にラッカーコーティングした「ラッカー盤（ダブ・プレートとも）」にダイヤモンド針やサファイア針のカッティングマシンで刻み付け、原盤「ラッカー」（lacquer）を作る。
2. 「ラッカー」そのままでは耐久性に乏しいので、表面に銀鏡反応で銀めっきを施し、その上にさらに電解ニッケルめっきを、厚く施した上で剥離する。こうして出来た凸型のニッケル盤が「メタルマスタ」（metal master）で、これが保存用のマスターディスクになる。
3. 「メタルマスタ」に厚い銅メッキを施し、剥がすと凹型の「マザー」（mother）ができる。これは生産用のマスターディスクになる。
4. 「マザー」にニッケルやクロムで厚いメッキを施し剥がし、凸型の「スタンパ」（stamper）を作る。
5. 「スタンパ」を用いて上記のプレスを行うことでレコード（凹型の溝）が完成する。スタンパは消耗品で、使い潰したら「マザー」からまた新しいスタンパを作る。ここで4.の工程が行なわれる。
6. プレスしたそのままではビニライトがはみ出しており円形ではないので周囲を裁断、整形する。

このメタルマスタ作成が音質の要になるということで、レコード全盛期にはさまざまな試みが行われた。ライブ演奏をそのままダブプレートに刻んで出来たラッカーから直接プレスする「ダイレクトカッティング」（ラッカーの溝はすぐに潰れるので出来るレコードは完全な限定版になる）、高音域をイコライザーで強調して周波数特性を伸ばした盤、通常より重たいディスクを使用した盤、33 1/3の半分のスピードでカッティングした盤がある（ハーフスピードカッティング）。
テルデック社が1982年に開発したダイレクト・メタル・マスタリング (Direct Metal Mastering, DMM) もそうした音質向上技術のひとつ。超音波を当てながらカッティングを施した銅円盤をそのままマザーとして用いる方式で、ノイズ低減や収録時間10 %増加などのメリットがある。ただし収録内容によってはダイナミックレンジが狭くなる物もあった。このDMMはCDの急速な普及に押され、登場から数年のみ使用されたが、2000年代以降は海外製復刻盤や新譜でも若干使用される例がある。
2012年末、ユニバーサルミュージックが、染料を全く含まない透明なヴァージンビニライトを使用し、また「マザー」・「スタンパ」の2工程で起き得る“劣化”を可能な限り消すためこれを省いて「メタルマスタ」から直接プレスを行なう「100% PureLP」を新しく発売開始した。

## レコードの諸形態

### レコード盤の形状
直径や回転数をもとにSP盤（standard play, 78 rpm）、LP盤（long play, 33 rpm）、7インチシングル盤（45 rpm）、EP（extended play, 45 rpm）、12インチシングル盤などを区別する。

#### SP盤

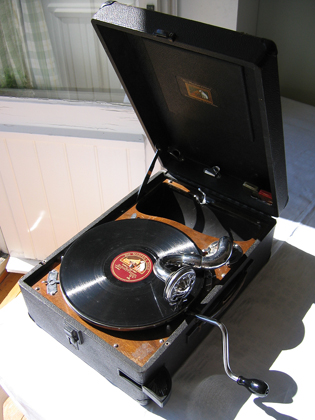
SPレコード盤とポータブル蓄音機

- 回転数 : 78 rpm（SP初期は盤により回転数にバラつきがあった。蓄音機が手回し式なので、特に問題が無かった）
- 直径 : 30 cm（12インチ）または25 cm（10インチ）、両面記録（初期は片面）
- 記録時間が30 cm盤で片面4分30秒程度と短い。当初は集音ラッパに吹き込むアコースティック録音であったが、1920年代より主流はマイクロフォンとアンプなどを介した電気録音へと移って行った。
- ラジオ放送用マスターなど一部の用途では16インチ盤も使われた。
- モノラル記録（市販レコードでは実用的なステレオ録音の実現には至っていない）
- 材質のシェラック混合物（カーボンや酸化アルミニウム、硫酸バリウムなどの粉末をシェラック（カイガラムシの分泌する天然樹脂）で固めた混合物）[8]は本来、塩化ビニール製のLPやEPよりかなり脆く、また経年変化によりさらに強度が損なわれるため、よく「落とすと割れる」と表現される。1950 - 1960年代には塩化ビニール製のSP盤も製造された（初期のLPレコードには「割れない」を強調するため「Unbreakable」と表示があった）。
- 適切に再生するには専用プレーヤー（蓄音機やレーザ方式のプレーヤーなど）が必要である。ターンテーブルが78回転対応になっているプレーヤーでも、ピックアップの針（カートリッジ）を専用品に交換していなければ正しく再生できない物もある。

#### LP盤

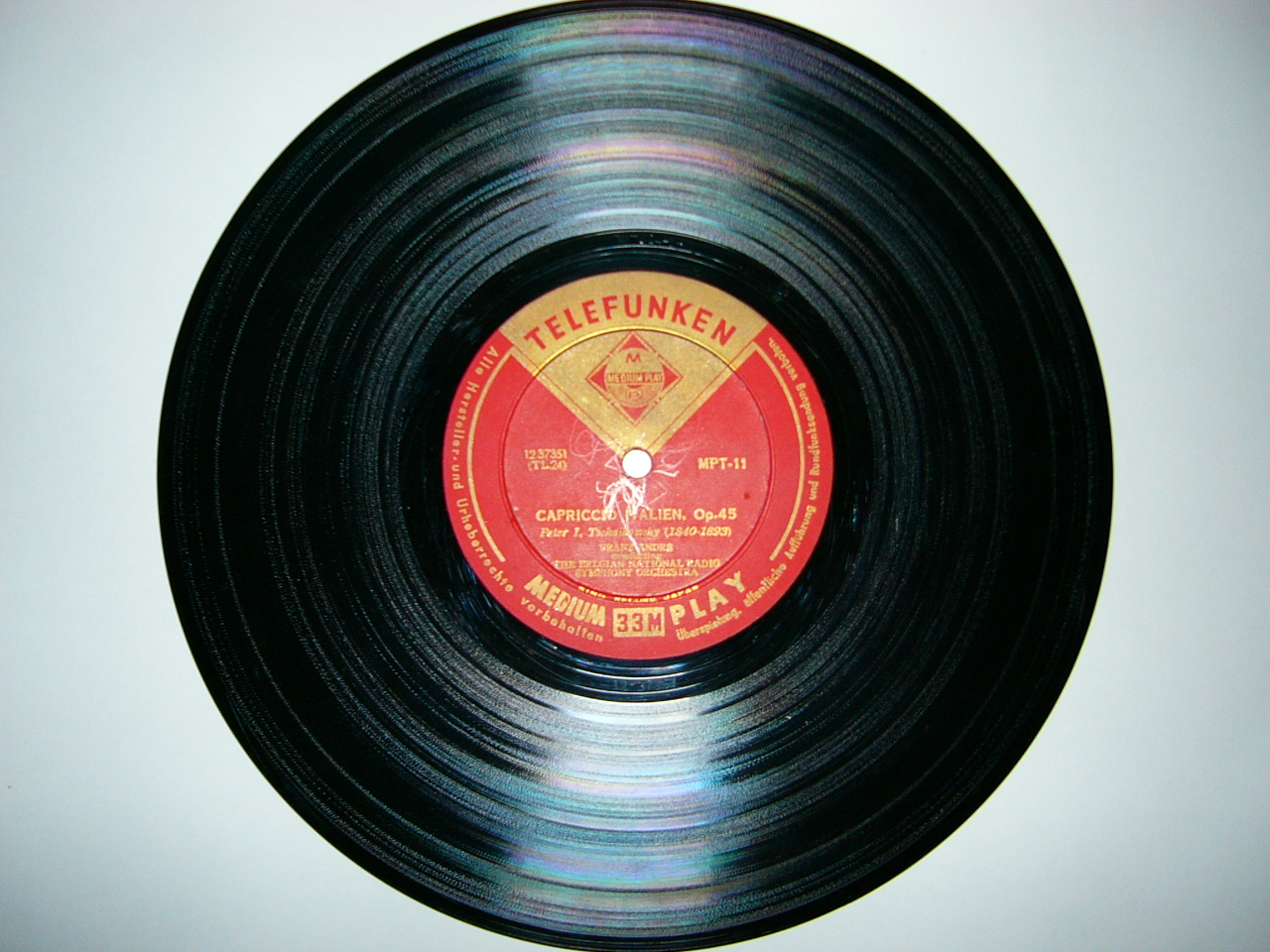
LPレコード盤 (25 cm)

- 回転数 : 33 1/3 rpm
- 直径 : 30 cm（12インチ）・25 cm（10インチ）、両面記録
- 長時間記録できるので、クラシック曲の収録やアルバムとして使用された。
- モノラルまたは45/45ステレオ記録（一部は4チャンネル記録）
- 1分に33 1/3回転（=3分で100回転）という速度は、無声映画のフィルム1巻15分の間に500回まわるというところに由来する。
- SP盤が主流の1925年に、LP盤の原型ともいえる長時間レコード（回転数はLPとほぼ同じで、片面約20分再生可能）を開発した、イギリスのウオルドというメーカーが日本に参入した。従来の蓄音機にコントローラーを取り付けることにより再生が可能だった。SPの価格から割り出すと通常のSPよりも安価で音質も良い、というのが売りだったようである。しかし技術上の問題などからウオルド自体が早々と撤退したこと、競合メーカーが10分程度の盤しか作れなかったなど、わずか3年 - 4年で製造が打ち切られ、普及には至らなかった。しかしその後、新しい盤質（塩化ビニール）などの技術開発が進み、1947年に米コロムビア・レコードが世界初のLPレコードの量産、商品化に成功し、翌年には世界初のそれを発売。米英を始め、各国の他のレコード会社もこれに続き普及が進み、遂には世界のアナログ盤の標準媒体の1つとなり、現在に至る。

#### 7インチシングル盤

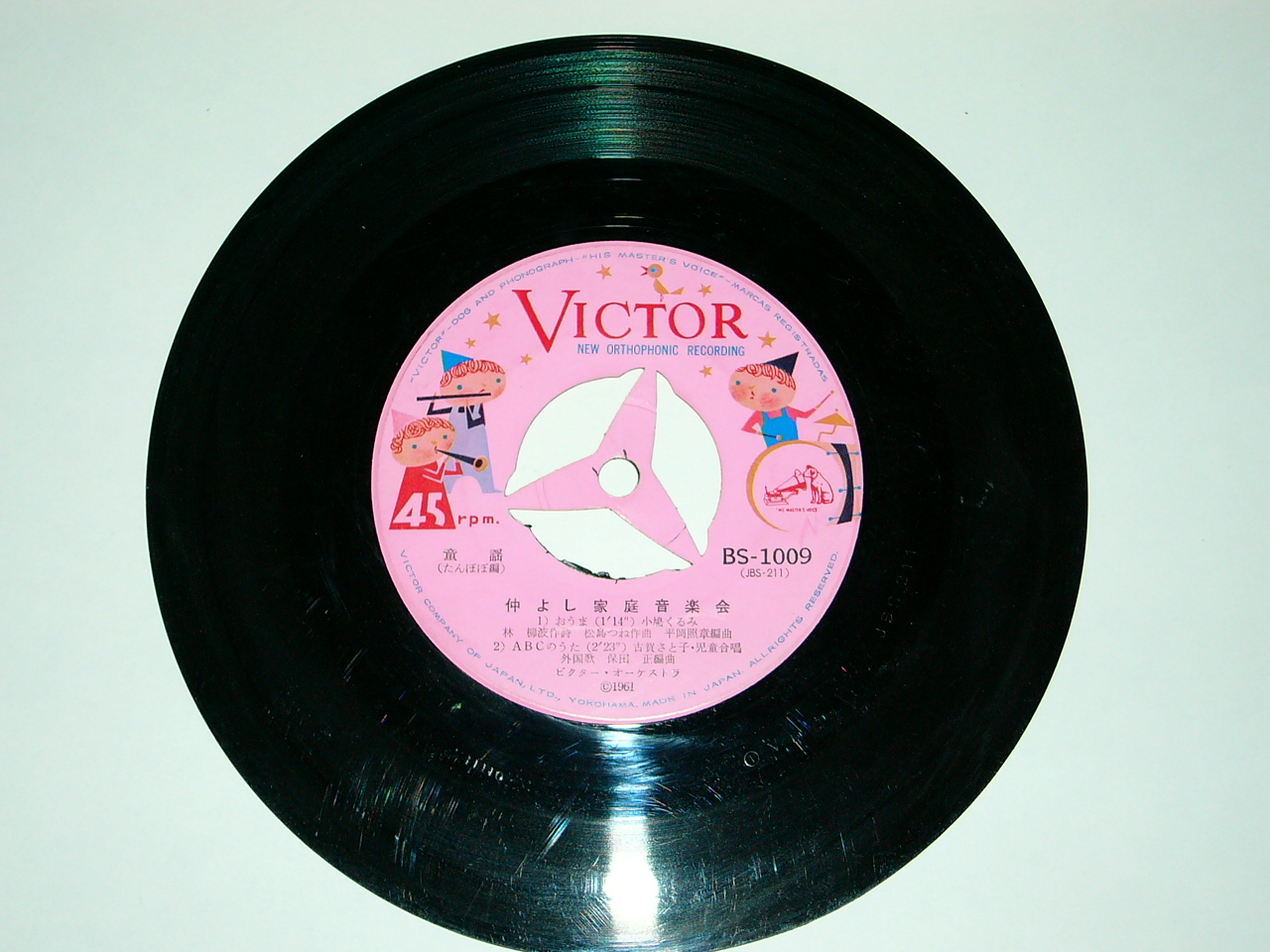
シングルレコード盤（センター付）

この盤には正式な名称が特に付けられていないため、このページでは便宜上「シングル盤」と表記する。
- 回転数 : 45 rpm
- 直径 : 17 cm（7インチ）
- 中心の穴の多く（アメリカ盤はほとんど）が大きく、ドーナツの代表的な形であるリングドーナツと類似されるため、ドーナツ盤（Large center hole）とも呼ばれるが、これは ジュークボックスのオートチェンジャー機能対応のためで、通常のプレイヤーでの再生にはアダプター（45 rpm adapter）を使用する。 中心に折り取ることができるLPと同じ大きさの穴がついたもの（センター、日本盤や1960年代までのイギリス盤に多い。画像参照）や、盤に取り付ける薄いアダプター（insert、アメリカ、家庭用オートチェンジャーで使用可）もあった。 穴がLPと変わらないもの（1970年代以降のイギリス盤に多い）もある。ドーナツとあるが、前述の通りリングドーナツと形状が似ているというのみで、それ以外の関連性はない。
- モノラルまたは45/45ステレオ記録。アメリカでのシングル盤のステレオ化は日本やイギリスより遅れ、1970年くらいからである。
- 一部レーベルでこのタイプのみ、JIS規格の圧縮成型による製造の他、射出成型で製造されている場合もあった（1970年代に生産された日本コロムビアのシングル盤で、穴の周囲が3ミリほどビニールが露出しているタイプがその例であり、同社では一時期、邦盤シングルにてこのタイプと圧縮成型の製品が同じ品番であっても混在して販売されていたが、1980年4月新譜発売分以降は通常のJIS規格の圧縮成型のものに統一された）。
- アメリカではかつてポリスチレン（安価だが耐久性や音質が劣る。オイルに溶け易い）で一部のシングル盤を作っていた。
- 本来、EPとは下記の盤を指す[17]が、日本ではこの盤と下記の盤を区別なくEPと呼ぶことも多いが明らかな間違いである。

#### EP盤
- 回転数 : 45 rpm
- 直径 : 17 cm（7インチ）
- 45回転シングル盤と同じ大きさ、同じ回転数であるが、主に片面に2曲ずつ収録したものをこう呼ぶ。穴の大きさは大小両方が存在する（アメリカは大、日本でも大が多い）。
- 17cmビニール盤の普及はこのEPから浸透し、シングル盤が後を追った。片面1曲のレコードはSP盤が主流であったため、ビニール盤は「より小さなサイズ」で「より多くの収録曲」を持つEPが優位性を持っていた。Extended（拡張された）の意味は、Standard（標準）に対するものである。やがてSPの終焉とともに、片面1曲のシングル盤がSPを代替し、17センチ盤の主流となる。
- イギリスではザ・ビートルズの『マジカル・ミステリー・ツアー』が2枚組EP（片面1ないし2曲）として、ミニアルバム的に綴じられた形態で発売された。イギリスではシングルと同じようにセンター（シングル盤の項参照）が設けられることが多かった。
- その後日本では、45回転シングルをEPと呼称する習慣が出来てしまったが、本来両者は別物である。（収録曲数の違いに於いて） また、次に触れるコンパクト盤とも異なるものである。（回転数の違いに於いて）
- 音質はSP盤より遙かに良かった。45回転シングル盤に比べると、ポピュラー系の音楽ではカッティング・レベルが低くなりがちだったが、33回転コンパクト盤よりは優れていた。

#### コンパクト盤

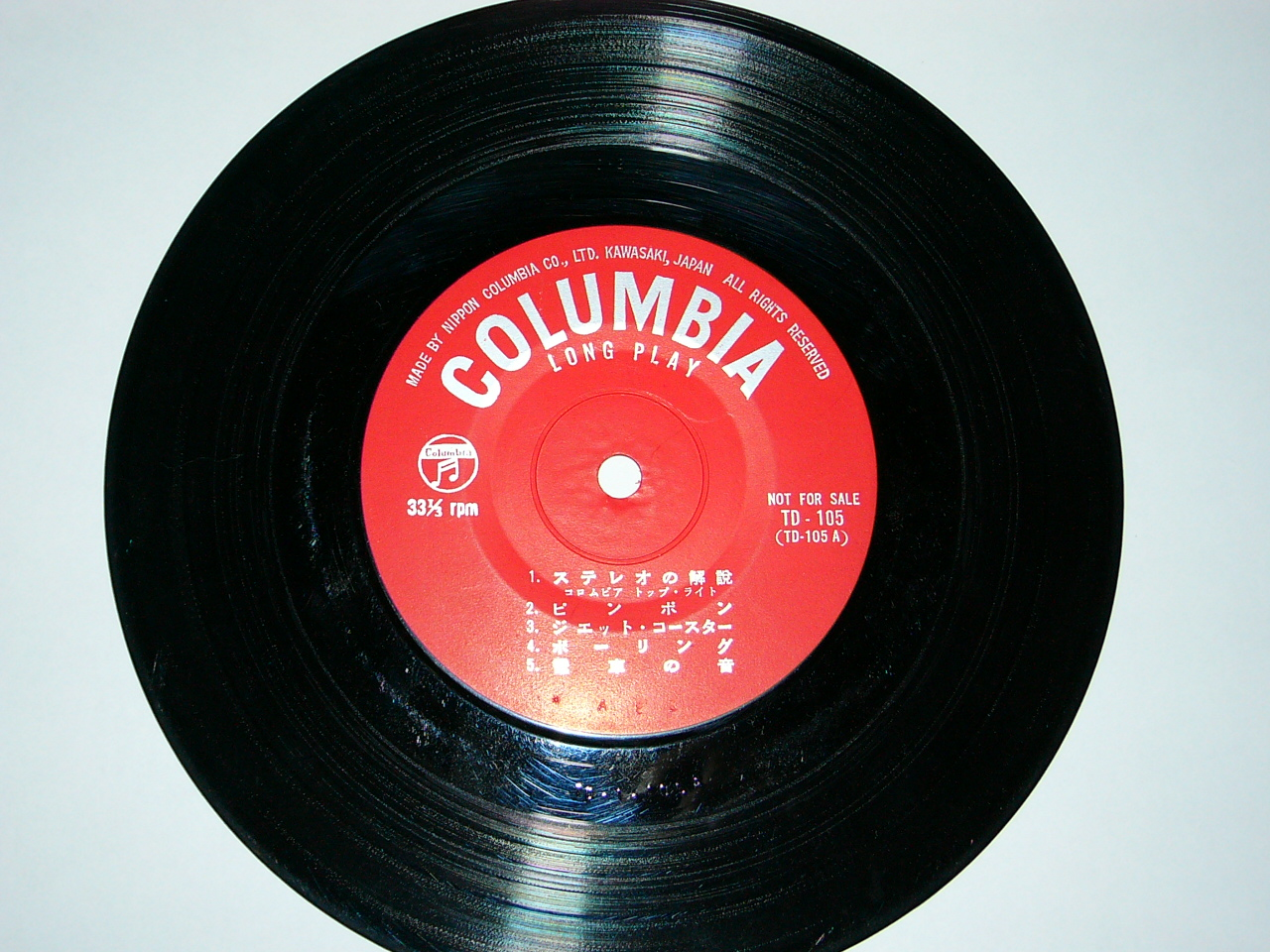
コンパクト盤

- 回転数 : 33 1/3 rpm
- 直径 : 17 cm（7インチ）
- EP盤と同じ大きさで回転数を33 1/3に落として収録時間を長くしたものを日本ではコンパクト盤・コンパクトLP・ミニLPと呼ぶ。穴の大きさはLPと同じ。邦楽、洋楽ともに流行歌や映画のサントラ盤が一般的で曲数が多く安価だったことから、LPを購入する予算がない、または代表曲 + αが聴ければ満足とする学生などの若年層に1960 - 1970年代初頭にかけて好評だった。ただし音質は通常のLPでの内周部にあたるために劣る。

#### 12インチシングル盤
- 回転数 : 33 1/3 rpm・45 rpm
- 直径 : 30 cm（12インチ）
- 大きさはLPと同じサイズながら、シングル盤やEP盤のように片面に一曲または数曲を収録したもの。外周部分にのみ音溝が刻まれていることから内周での音質劣化が避けられること、盤面のカッティングを少ない曲数分で行えるため音溝の間隔を広く（音量のレベルを高く）できることから、LPやシングル盤より音質が優れている。収録曲の再生時間が長い場合にも使われた。
- 通常、レコード店などで「12インチ」と称するレコードはLP盤ではなく、このシングルのことを指す。呼称が定着するまでは一部で「ジャンボシングル」「ジャイアントシングル」などと呼ばれていたこともあった。
- DJがクラブなどでプレイするために販売・使用されるレコードのほとんど全てがこの形式である。DJが曲同士のミックスなどで使用しやすいように、収録曲の一曲が短くても6分程度、長いものでは9分程度の長さがあり、コンパクト盤では収録が難しいためである。またこうしたシングル盤では回転数は33回転と45回転の両方がある。
- 主にダンスミュージックにおいて、1980年代以降にリミックスが一般的になってきたことから、片面に3曲ほどのリミックスを収録するケースも見られるようになった。この結果、収録時間が片面で20分以上、中には30分にも及ぶ12インチシングルも登場するようになり、LP同様の音量であったり、内周の収録曲での音質劣化が見られるなど、音質の面では、必ずしもLPに勝るとは言えない盤も出てきている。
- レコード全盛の日本で、12インチでも回転数が7インチ盤と同様に45 rpmのものが多く、ラジオで12インチシングル収録曲を掛ける際、レコードがLPと同じサイズであるため33 1/3 rpmと思い込んで、誤ってプレーヤーを33 1/3 rpmの設定で掛けてしまうことが多かった。

### 溝の形状
記録されるトラック数と様式をもとにモノラル盤、バイノーラル盤、45/45方式ステレオ盤、VL方式ステレオ盤、4チャンネルステレオ盤（別名、クワドラフォニック盤）、などを区別する。

#### モノラル盤
モノラル方式の盤。音響の記録方式としては、音の大小を盤と水平方向の振動として記録する水平振幅記録、または垂直方向の振動として記録する垂直振幅記録がある。

#### バイノーラル盤
モノラルLPレコードの外周・内周に半分ずつ左右別々のチャンネルの音溝を刻み、2本の枝分かれしたピックアップで再生することによりステレオ効果を得られるというもの。しかし、再生時間が短い、レコード特有の内周歪みによって左右で音質が変化しやすい、針の置き位置を定めにくいなどのデメリットも多く、下記のステレオ盤が普及する前に廃れた。1952年、米クック社が開発。

#### 45/45方式ステレオ盤
90度で交わるV型の溝のそれぞれの壁面に左右のチャンネルの振動を記録する直交振幅記録。原理は 1931年、英コロムビア社の技術者アラン・ブラムレイン（Alan Dower Blumlein, 1903–1942）が開発。
左右信号の和が水平振動になる点において、一般的なモノラル盤との親和性を確保したため、ステレオ盤の主力となった。45/45方式は1950年代半ばに米ウエスタン・エレクトリック（ウエストレック）社が規格化・実用化したものであるが、原理の考案から実用化までに時間がかかったのは、1930年代当時のレコードの主流材料だったシェラックでは高音質再生が不可能なことが大きな原因の1つだったという（このためブラムレインによるステレオ録音の試験では、トラック分割が容易な映画用サウンドトラックでの試行が先行していた）。
ちなみに、世界初の市販のステレオ盤は、1958年1月に米オーディオ・フィディリティー社から、日本初のそれは同年8月1日に日本ビクターから発売されている（詳細については、「日本ビクター#略歴」の項目を参照のこと）。

#### V–L方式ステレオ盤
左右の信号を垂直（vertical）と水平（level）の振動として記録する直交振幅記録。これも1931年、英コロムビア社の技術者ブラムレインが前記の45/45方式とほぼ同時に開発した。
45/45方式と比べモノラルの主流を占める水平記録方式との互換性で劣ったのと、1957年末 - 1958年始めに米欧の各国で45/45方式がステレオレコードの標準規格に決定し、両規格並存によるユーザーの不利益を避けるため、短期間で作られなくなった。1956年、英デッカ社と西ドイツのテルデック社により実用化試作機が作られ、その本格的な試作システムが米で翌年に公開されたという記録がある（詳細は「ffss」の項目を参照のこと）。

#### 4チャンネルステレオ盤
4チャンネルステレオ盤（別名、クワドラフォニック盤）には、互換性のない2方式が広く知られる。
CD-4盤
日本ビクターの開発したディスクリート4チャンネル方式、原理的に機械的には45/45方式のステレオレコードと全く同じ溝に4つのチャンネルの信号を互いに完全に近い状態で分離させた記録再生が可能である。この方式では左右ごとの前後信号の和にあたる可聴帯域成分と、前後チャンネルの信号の差分を非常に高い搬送周波数（30 kHz）でFM変調した信号、すなわち可聴帯域を超える成分、とを重畳して2チャンネルの溝に刻むため、通常のステレオレコードよりもはるかに細かい音溝の凹凸がある。再生に対応する機器がある場合には専用の（シバタ針など、通常のステレオ再生用よりもはるかに小さい曲率半径をもつ）4チャンネル針を用いる。プレイヤー内部、フォノイコライザー、デモジュレーターまでの配線は高い周波数に対応する必要がある。 CD-4盤は通常のモノラル、ステレオの再生装置でも再生出来ると販売されていたが、ソフトの破損や高い周波数によるノイズなどの問題がある。
SQマトリクス
ソニーの開発したマトリクス4チャンネル方式、電気的にエンコードされた信号は可聴帯域を超えることなく2チャンネルの溝に刻まれるため溝そのもの細かさは従来のステレオレコードと特に変わりはなく、取り扱いについては2チャンネル用の再生針や装置で再生しても損傷のリスクがないなど前述のCD-4盤よりも再生装置の機械部分、電子回路の必要性能が2チャンネル同等で安く済む反面、4つのチャンネル相互とりわけ前後間の分離についてはCD-4盤と比べて著しく不利である。 SQマトリクス盤は通常のモノラル、ステレオの再生装置でも問題無く再生出来る。また、デジタル化された音源であっても、SQマトリクス対応の再生機器に入力すれば4チャンネルで再生出来る。また、コンピュータのソフトウェアでも4チャンネル分離が可能である。

#### HD Vinyl
2018年にReBeat社（オーストリア）が有意な信号を100 kHzまで収録出来る"HD Vynil"規格を発表。2019年夏以降、この規格を採用したレコードが販売される予定である。レーザーで彫像・成形したセラミック製スタンパーを用い、20 kHz以上の信号をピックアップ可能となる。条件は極めて限られ、音溝に対し同一形状の針先を用いた場合にのみ可能となる。

### A面 / B面
レコードの両面は、A面 / B面と呼ばれる。シングル盤ではそれぞれ1曲が収められる。アルバム盤でも、A面とB面で傾向を変えることがある。

### 録音盤
録音用媒体として流通した溝の切られていないレコード。原料によって「セルロース盤」「アルマイト盤」などとも。上記各種レコードの規格に準拠した、柔らかい樹脂等をコーティングした金属板。のちの音楽業界などで「ダブ・プレート」と呼ばれるものとほぼ同様のものである。1930年代から1950年代にかけて最も多く流通し、業務、または私的な録音のために用いられた。音楽業界・民生向けのほか、ラジオ放送局で番組収録の媒体として広く用いられた。

### ソノシート

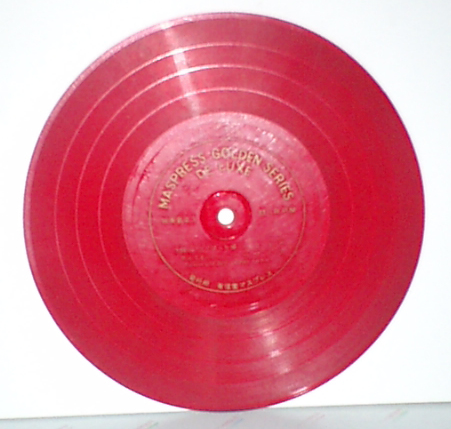
ソノシート

ソノシートは朝日ソノラマの登録商標で、フォノシート、シートレコードなどが正式名称である（英語では flexi disc）。薄く曲げられるビニール材質のレコード。一般的には17 cm盤が多く、音質は良くないが製造コストが安いため、通常盤が高価だった1960年代ごろに重宝され、朝日ソノラマ本体のソノシートページ上に置く自走式による専用のプレイヤーも発売された。
1970年代以降は、単独で販売するより雑誌の付録として綴じ込んで販売されることが多かった。海外では音楽雑誌などに有名アーティストの限定録音が付録し、後に高価で取り引きされることもあった。コンピュータープログラムを記録したものもあった。
薄いために折り目が付きやすく、盤面が歪んで針飛びの原因になりやすかった。また安価に製造する目的もあってB面の無いものも多かった。
発明は、フランスのアシェット社によるものだが、商業ベースにのせるため、日本で朝日新聞と凸版印刷がタイアップさせ、音の出る雑誌というかたちで出たものが最初である。
ソノシートの製造工程は、着色した塩化ビニールフィルムをロール状に巻いたものからシートを引き出し、加熱して柔らかくしたものに、印刷とスタンパーを兼ね備えた輪転印刷機のようなものでプレスし、丸く切り抜いて仕上げる。着色したもの、四角く切られたデザイン性を優先させたものもある。

### 外観上のバリエーション
- ピクチャー・ディスク
  - 三層の真ん中（表面層は無色透明で音溝を刻む）にアーティストなどの画像を印刷したプレミアム品。採用例は少なく、山下達郎「クリスマス・イブ」の初期プレス盤や、田原俊彦の「騎士道」が代表的な事例。日本コロムビアは『カラー・ポートレコード』の商品名で発売していた。SPレコードの時代から存在し、童謡や地方の観光PR盤を製造していたカナリヤレコードがパテントを持っていたと言われ、勁文社のソノシートにも存在した[20]。1967年に日本ビクターから発売された『ビクター・ハイ・カラー・レコード』[21][注 1]、1978年に発売されたウルトラシリーズの主題歌集『決定盤!ウルトラマンのすべて』（キングレコード、規格品番：SKD(H)-2007）、日本コロムビアの規格品番CH-200番台のシングル盤[注 2]のような子供向け盤（物品税が非課税の童謡扱い）でも採用された。製造上での制約により使用される材質の重量も通常レコードよりもかなり重く、必然的に重量盤に分類される。そのため保存状態に応じては通常のレコードよりも反りを生じる可能性が高く、静電気を利用したレコードクリーナー装置で掃除を試みても盤面の重さで回転台が途中で止まってしまう欠点がある。また通常の黒色などに着色されたレコードよりS/N比で劣っている。レーザープレーヤーで再生できない。
- カラー・ディスク
  - 通常版としては RCAレコードが1949年に発売を開始した初の45回転シングルシリーズがジャンル別に色分けされていた（その後コストの都合で黒に統一）。他には 1960年代の英コロムビア（HMV/現 : EMI）、日本では東芝音楽工業（現 : ユニバーサル ミュージックLLC）の半透明な赤いレコード（通称・赤盤）などが有名。東芝はエバークリーンレコードと呼び、帯電しにくい素材で、一般レコードと素材を区別するため赤盤とした。
  - カラー盤は初回限定版として売られるものが多い。 透明なものは裏面が透けるため曲の頭がわかりにくい難点がある。耐久性をもたせるカーボンが入っていないためか音がビニール臭く感じるという人も居る[誰?]。光が透過するため溝の反射を利用するレーザープレーヤーでは再生不可能である。多色のもの（印刷ではなく素材に着色、中心から拡がった模様になる）もある。なおソノシートは着色した塩ビフィルムを使用するのが通例のためカラー・ディスクとは呼ばない。
- 変型ディスク
  - 1982年日本公開の映画『ラ・ブーム』主題歌「愛のファンタジー」など、ハート型の意匠を持ったレコードも発売された。なお、同じような形のものが2001年に桑田佳祐の「白い恋人達」のアナログ盤[26]でも採用されている。
  - 日本国外盤には多種存在する。多くはシングル。真四角なソノシートは多く、特に変型とは呼ばれない。
- ボイスカードなど
  - 1970年代に、有名アイドルの音声を記録した8 cm程度のソノシートを題材としたタレントでのブロマイド写真の裏側部分に貼り付け、「声の出るウィスパー・カード」の商品名として展開されていた。ラジオ放送局の文化放送制作で、同名局のスタジオで3分程度の録音時間で収録された。通常のブロマイドより高いが、原盤権の関係で楽曲が収録されていない分、シングルレコードとの中間あたりの価格設定だった。
- その他
  - マザー盤表面に音溝に影響のない浅さでレーザーで絵を描き、プレスされたレコード。
  - マルチグルーブ・カッティング・レコード（英語版） - 片面に2本以上の溝を記録し、再生する内容をランダムに行う。

## 記録特性
（録音特性などについては、レコードプレーヤー#フォノイコライザーも参照）
レコード原盤を作るカッティングマシンは電磁石を応用したものであるため、その原理上、同じ音量であれば時間変化率の大きな高音域になるほどレコードに刻まれる溝（音溝という）の振れは小さくなる特性がある。盤面の有効利用（長い演奏時間の収録）の面から周波数によって音溝の振れ幅の大きさが変化するのは好ましくないため、レコードの溝の振幅が周波数によりあまり変化しなくなるよう高域を持ち上げて録音されている。カートリッジとして一般的な電磁型の出力電圧は針先の動く速さに比例するので、このまま増幅すると高音の勝った音になってしまう。そこで、録音時の周波数特性（RIAAイコライザー特性として規格化）とは逆の特性をもったフォノイコライザを通し、原音の平坦な特性に戻す。この操作のため耳につきやすい高音域のノイズが低減されるため、結果として音質も向上する。
イコライザはアンプやミキサに内蔵されるのが通常だが、廉価な機器に使われた圧電型のカートリッジでは、出力は針先の変位つまり移動距離にほぼ比例するので、特別な回路を組むことなく、高音と低音のバランスが取れた音が得られた。

### 運用上における他メディアとの音質の差
前述の通り記録・再生の特性が超高周波を含むか否かには疑問があるが、さらにカッティングの信号系統には（ON / OFF可能な）イコライザー、リミッターが含まれており、同じ音源のレコードとCDにさらなる音質の差を生じさせる原因となる。特に古い時代の音源がCD化（デジタルリマスタリング）される際、マスターの録音状態や劣化といった理由でノイズリダクションなどが施され、ここでも当時のレコードとの音質の差が生じている場合もある。
マーケティング上の理由で新メディアの周波数特性の変更や時代に即したマスタリングなどの加工がおこなわれる場合もあり、アナログレコードとの音質の差が表れる。尚美学園大学の論文の『デジタルオーディオにおける音量レベルの新しい表現方法と、『君は天然色』を題材にした年代ごとの音量レベルの変遷』ではCDとアナログレコードとの音圧に変更があると研究している。
アナログレコードはプチプチという雑音などに味があると言われているが、記録特性の問題ではなく静電気またはレコードに微細な埃が付いたことによる針飛びが原因である。そのため、レコード表面が清浄でかつ、適切に再生されればそのような音は混入しない。

## 他の類似媒体との比較
物理的凹凸、磁気、光学
カセット、オープンリールなどのオーディオテープが磁気媒体であるのに対し、レコードの基本設計（前提）は物理的な凹凸を利用した媒体である（レーザを利用して凹凸をピックアップするレーザーターンテーブルもある）。また、コンパクトディスク（CD）は光学的な記録媒体である。

製造
テープ状の記録媒体はプレスによる製造ができないが、レコードはCDと同様、プレスによる大量生産が可能である。
ピックアップ
レコードは針と盤との接触、それによって生み出される振動を利用した再生システムであるのに対し、CDなどはレーザー光の反射を利用した非接触の再生システムになっている。
音量による歪み
音の質を左右する要素はCDなどのデジタル再生では小さい音量ほど歪みが増えるのに対し、テープやレコードでは音量が大きいほど歪みが増える点。これも同じマスターテープでCDとレコードを生産しても同じ音にならない原因である。ステレオ再生ではクロストークの発生が避けられない問題もある。左右幅が縮まることでやはり音の鋭さや奥行きの再現が不鮮明になりやすい上、各カートリッジごとにクロストークに違いがある。
外周と内周の歪みの差
レコードはテープやCDと異なり盤の外周に対し内周で歪みが増えるという特有の欠点がある。正しく調整されたリニアトラッキング・プレイヤーを用いれば問題は無いが、ピックアップ部が弧を描いて動作する通常のトーンアームではインサイドフォースやオーバーハングずれの影響を解消することは容易ではない。
外周と内周の帯域差
レコードは角速度（回転数）が一定であり、内側に行くほど線速度が遅くなっていく。そのため、内側に録音された音ほど高周波特性が悪く（帯域が狭く）なっていくという特徴がある。この問題はレコードの回転数を上げることである程度は回避は可能であるが、諸々の条件から必然的に限界が存在する。

## その他
- 音楽が販売される媒体として、レコードは長い間、非常にポピュラーだった。このため、レコードがCDにとって代わられた現在でも、音楽を録音したものを制作・販売する会社は「レコード会社」と呼ばれる（世界的に見ても "〜Records" 表記のレコード会社が多い）。CDなどを販売する小売店が「レコード店」と呼ばれることも多い。著作権法でも「レコード」は第2条第5号にて「蓄音機用音盤、録音テープその他の物に音を固定したもの（音をもっぱら影像とともに再生することを目的とするものを除く。）をいう」と定義されており、ミュージックテープやCD、電子的な配信音源も同法では「レコード」である。
- フランス人はレコードの発明者を自国のシャルル・クロであるとしており、彼の名を記念したACCディスク大賞がある（ACC : Academy de Charles Cros）。
- 元々多くのレコード盤には帯電防止剤が添加されているが、かつては盤の材料に帯電防止剤を大量に添加する東芝音楽工業（現 : ユニバーサル ミュージック合同会社）のようなメーカーも存在していた。日本ビクターでは「スーパーレコード」、東芝では「エバー・クリーン・レコード」と称し、東芝では区別のため赤い半透明の盤（赤盤）にしていた。しかし経年劣化によりこの添加物が化学変化を起こすためか、久しぶりに聴いたら音が歪んでいたという指摘もなされている。概して日本盤は添加剤のせいでノイズや静電気は少ないが、盤も音も柔らかく寿命が短いとされる。
- 可変ピッチ記録のLPレコードは溝の疎密から音の大小が推定できるため、慣れると長い曲の聴きたいところを簡単に頭出しすることもできた。
- 実用性には乏しいが、一枚のレコードの片面に複数の音溝をきざむこともでき、再生してみるまで、そのどれをトレースするかわからない、という趣向のレコードを作れた（実際に、そのランダムさを利用した競馬ゲーム（「スーパーレコードゲーム競馬」「スーパーレコードゲーム実名競馬」）や占い（「ルネ・ヴァン・ダールの星占い／愛の予感」）のレコードが作られた）。また、1994年にテクノDJのジェフ・ミルズが、盤面にループしている8本の音溝が刻まれており、再生すると4小節のリズムトラック8種類が無限に繰り返されるというクラブDJ向けの12インチシングルを発表している。
- レコード盤の溝は一般には音質の良い外側から刻まれるのに対し、反対の内側から録音再生していく方式を採っていた用途もあり、円盤式トーキーのためのレコードや、テープレコーダの普及以前に放送局などで広く用いられた円盤録音機に多く見られる。なお、通常のレコード盤の変わり種としても、実際にジョークのレコードとして販売された例がある。TACETが2012年に発売したLP「oreloB」は、モーリス・ラヴェルのボレロを内側から再生するように収録されるなど、より良好な音質を得るためにこのような音溝が彫られることがある。逆に、後のコンパクトディスクにおいては、ディスクの内側から再生する方式が標準とされることになる。
- 食べられる材質で製造された「食べられるレコード」も存在する。
  - 1924年に神戸で煎餅レコードが販売されていた。タイヘイレコード設立者の森垣二郎が作ったものとされ、童謡が収録されていた。これを見た落語家の初代桂春団治が1925年に、今度は大阪市の住吉区にあった「ニットーレコード（日東蓄音機）」の協力のもと、やはり煎餅レコードを作った。湿気ないように缶にパッケージされていた。春団治のレコードの価格は8枚入りの1缶が1円50銭、10枚入りの1缶が1円95銭だった[29][30]。1926年1月に天理教の大祭の人出の多さを当て込んで売り出されたが、値段の高さや、あいにくの雨で煎餅の多くが湿気ったことなどでほとんど売れず、春団治は大損した。落語やコントなどが収録され、「聴き飽きたら食べる」というコンセプトだった。
  - 2012年には、ブレイクボットのアルバム『バイ・ユア・サイド（By Your Side）』の、本物のチョコレートで作られたレコードを限定120枚で発売した。同じ年、Rakeの「フタリヒトツ」を収録したチョコレート製レコード「ChocoRake」が製造された[31]。2013年にはクロアチアのロック歌手ズラタン・スティピシッチ・ジボーニ（英語版）のシングル「20th Century Man」のチョコレート製レコードが限定で発売された。
- 玩具メーカーのバンダイが、2004年に『8盤（エイトばん）』と称する直径8 cm、厚さ約2 mmの片面で約4分再生可能なレコード（33 1/3回転）と、1960 - 1970年代各メーカーが市場に投入していたポータブル電蓄を模した小型の専用プレイヤーを開発して販売していた。交換針は汎用のT4P規格のものが採用された。そのため普通のポータブル電蓄でもピッチコントロール付きだと自己責任ではあるが再生可能であった。当時、レトロ商品のヒットが相次いでおり、バンダイ自身もガシャポンフィギュアの「ぼくの小学校」シリーズをヒットさせていたことなどから、新たな昭和ノスタルジー商品として企画された[32]。レコードは1950年代 - 1980年代のアイドル歌謡曲・洋楽や子供番組の主題歌を、オリジナルのまま復刻・縮小したもので、おニャン子クラブ（「おニャン子クラブ シングルメモリーズPart1」）・チェッカーズ（「チェッカーズ ディスコグラフィー」）・『ひらけ!ポンキッキ』（「ひらけ!ポンキッキヒットパレード」）・1950年代 - 1960年代の洋楽ポップス（「OLDIES THE BEST」）のシングル、朝日ソノラマのソノシート（「朝日ソノラマセレクション Part1」）の復刻が発売された。しかし、片面盤のためカップリング曲は未収録で、しかもパッケージを開けるまで、何が入っているか全くわからない仕様で人気は出ず、商業的には失敗に終わった。音質はソノシート並み、ステレオで記録されていたが、専用プレイヤーは結局モノラルの機種しか出なかった。イベントなどで展示してあったこの玩具を、レコードのかけ方を知らない若者が内周から針を落とす、という光景も見られたという。
- 東洋化成が2019年3月から展開している3インチレコードは、先述の8盤そのものである。改めて発売されたプレイヤーはCrosley製でオーディオテクニカ製のカートリッジが搭載されている。
- 高田渡のシングル盤「大・ダイジェスト版三億円強奪事件の唄」は17 cmのいわゆるドーナツ盤だが、スタジオ録音のA面は45 rpm、ライブ録音のB面は33 1/3 rpmであり、A面とB面で回転数が異なる。このような変則7インチシングル盤が少なからずある。
- SPレコード盤は、太平洋戦争期を中心とした戦時期に、画鋲などの日用品を製造するための代用材料として利用されていたことが知られている[33][34]。
- CD時代の現在においてもレコードの雰囲気を出すためにレコード針がレコードの溝をトレースする際に出るノイズを意図的に挿入した楽曲が製作される。ただ、ブックレットには意図的にレコードノイズを入れたことを記してあらゆる誤解に対処している（ただし、前述のとおりこのようなノイズはレコードが適切に再生されれば一切入らない）。
- 先述の通り、日本では東洋化成、およびソニー・ミュージックソリューションズ静岡プロダクションセンターでレコードのプレスが行われ、いずれも新譜での限定生産、テスト・レコードの販売や過去の名盤の再生産も行っているが、少ない枚数の製作をプレスやカッティングで行う業者もあり、ラッカーとビニールの素材選択に対応するなどバラエティがある。また高額ながらカッティング・マシンもベスタクスからVRX-2000が発売され、個人がレコードを1枚からビニール／ラッカーを選んで作ることも可能である。

## レコード製作に携わる人々
基本的に、CDと同じである。
- 音楽関係
  - 歌手（ボーカリスト、シンガーソングライター）
  - 作詞家、作曲家、編曲家
  - スタジオ・ミュージシャン
  - プロデューサー（特に、音楽プロデューサー）
  - ミュージカル・ディレクター、クリエイティブ・ディレクター、ミュージック・スーパーバイザー、ミュージック・アドバイザー
- マネージメント関係
  - プロデューサー（特に、エグゼクティブ・プロデューサー）
  - ディレクター
  - アーティストマネージメント担当（マネージャー）、アーティストコーディネーター、レコーディングマネージャー、レコーディングインストラクター、アーティストスーパーバイザー
- 技術関係（レコーディング・エンジニア参照）
  - レコーディングエンジニア
  - ミキシングエンジニア（ミキサー、リミックスエンジニア、リミキサー）
  - カッティングエンジニア（マスタリング・エンジニア）
- 視覚関係（ビジュアル関係）
  - ヘア・アーティスト、メイクアップ・アーティスト
  - スタイリスト、コステュームアーティスト
  - 写真家、イラストレーター、デザイナー（ビジュアルコンセプト担当、アート・ディレクター）

## レコードに関わる製造企業
ここではアナログレコードにおける、レコード盤とレコード針に関わる日本の自社製造企業のみを記す。

### ラッカー盤
- パブリックレコード

### レコード盤（レコードプレス業務）
- 東洋化成
- ソニー・ミュージックソリューションズ 大井川プロダクションセンター（旧:ソニーDADCジャパン）
- 東洋レコーディング[35]
- Pヴァイン - プレス工場「VINYL GOES AROUND PRESSING」で製造。
- Recoz[36] - アナログレコードプレス事業「TUFF VINYL」を展開。

### レコード針・カートリッジ
- Orbray（旧:アダマンド並木精密宝石）- レコード針製造
- ナガオカ（NAGAOKA）- レコード針、カートリッジ製造
- 日本精機宝石工業[37][38]（JICO）- レコード針、カートリッジ製造
- オーディオテクニカ（audio-technica）- カートリッジ製造
- デノン（DENON）- カートリッジ製造
- 中電[39]（CHUDEN）- カートリッジ製造
- エクセルサウンド[40]（EXCEL SOUND）- カートリッジ製造
- PDN[41][42]（PLATANUS）- カートリッジ製造

## 符号位置
日本においては、斜体のRを○で囲んだ文字でレコードを示す。
| 記号 | Unicode | JIS X 0213 | 文字参照            | 名称     |
| ---- | ------- | ---------- | ------------------- | -------- |
| 🄬︎    | U+1F12C | -          | &#x1F12C; &#127276; | レコード |